# Бент, Джеймс Теодор
Джеймс Теодор Бент (род. 30 марта 1852, Брадфорд, Уэст-Йоркшир, Великобритания — 5 мая 1897, Лондон, Великобритания) — британский археолог, путешественник, научный писатель.
Был сыном Джеймса Бента из Бэлидон-Хауса. Образование получил в Рептонской школе и Уодхэмском колледже Оксфорда, который окончил в 1875 году. В 1877 году женился на Мейбл, дочери Холл-Дейра из Ньютонберри, графство Уэксфорд, которая впоследствии сопровождала его во всех путешествиях. Каждый год выезжал за границу и вскоре посетил практически все регионы Италии и Греции. В 1879 году издал книгу о республике Сан-Марино под заглавием «A Freak of Freedom», в награду за которую получил гражданство этой страны; спустя год вышла в свет его работа «Genoa: How the Republic Rose and Fell», а в 1881 году — «Life of Giuseppe Garibaldi». Бент провёл большое количество времени на Эгейском архипелаге, о котором написал книгу «The Cyclades: or Life among the Insular Greeks» (1885). После этого он посвятил свою жизнь в основном археологическим исследованиям. В 1885—1888 годах работал в Малой Азии, направляя отчёты о своих открытиях и результатах исследований в «Journal of Hellenic Studies» и другие научные журналы и издания. В 1889 году предпринял раскопки на островах Бахрейна в Персидском заливе, найдя возможные доказательства происхождения финикийцев из этого региона. После состоявшейся в 1890 году экспедиции в область, в древности известную как Киликия, где им была собрана впоследствии высоко оценённая коллекция табличек с древними надписями, Бент провёл год в Южной Африке, занимаясь раскопками руин в Машоналенде, пролившими свет на проблемный до того времени вопрос их происхождения и на раннюю историю Восточной Африки. Провёл фактически первое детальное исследование территории Большого Зимбабве. Бент описал результаты проделанной им работы в книге «The Ruined Cities of Mashonaland» (1892). В 1893 году исследовал руины Аксума и другие памятники на севере Абиссинии (ныне Эфиопия), к тому времени уже частично известные благодаря исследованиям Генри Сэлта и других учёных; по итогам этой экспедиции была опубликована книга «The Sacred City of the Ethiopians» (1893). Затем, в 1893—1894 годах, Бент посетил в значительной степени не известный на тот момент регион Хадрамаут (ныне территория Южного Йемена) и во время этогй и более поздних своих поездок в Южную Аравию, колонизировавшуюся тогда англичанами, изучал древнюю историю страны, её геоэкологические характеристики и фактическое положение дел. На побережье Дофара в 1894—1895 годах им были посещены руины, отождествлённые Бентом с Абиссаполисом, древним центром торговли ладаном. В 1895—1896 годах Бент исследовал часть африканского побережья Красного моря, обнаружив там руины очень древнего золотого рудника и, по его выводам, следы государства сабеев. Во время очередной своей поездки в Южную Аравию (1896—1897 годы) Бент заболел малярией и спустя несколько дней после своего возвращения в Лондон скончался. Его супруга, сопровождавшая мужа в его поездках в том числе как фотограф, издала в 1900 году книгу «Southern Arabia, Soudan and Sakotra», в которой были обобщены результаты их последней экспедиции в этот регион. 
Согласно 11-му изданию энциклопедии Британника, «выводы, сделанные Бентом относительно семитского происхождения руин в Машоналенде, не были приняты археологами, однако ценность его открытий бесспорна».